# Jacek Matyja
Jacek Matyja (ur. 18 lutego 1970 w Chrzanowie) – polski piłkarz grający na pozycji obrońcy, obecnie trener drużyny juniorów młodszych Wisły Kraków.

## Kariera piłkarska
Jacek Matyja jest wychowankiem KS Chełmek, którego barwy reprezentował w latach 1986–1989. Następnie po dwóch sezonach gry w Górniku Siersza (Trzebinia), Matyja przeniósł się do Wawelu Kraków, gdzie występował do końca 1992. Kolejnym przystankiem w karierze piłkarza był półroczny epizod w zespole Błękitnych Kielce, po którym zawodnik trafił do pierwszoligowej w tamtym okresie (sezon 1993/1994) Wisły Kraków. W tym klubie spędził sześć sezonów, z czego dwa w drugiej lidze. Swój pobyt w krakowskim klubie Matyja uwieńczył zdobyciem tytułu Mistrza Polski w sezonie 1998/1999. Przez kolejne cztery lata reprezentował barwy Odry Wodzisław, by przed sezonem 2002/2003 przenieść się do Ruchu Chorzów. Ten sezon był dla Matyi ostatnim w pierwszej lidze. Kolejne dwa lata obrońca spędził w Pogoni Staszów, natomiast karierę zawodową zakończył w Garbarni Kraków, dla której grał w latach 2005–2007. Później amatorsko grał jeszcze m.in. w Pogoni Miechów czy Prądniczance.
Jacek Matyja grał w najwyższej lidze w barwach Wisły Kraków, Odry Wodzisław i Ruchu Chorzów, występując w 215 meczach i strzelając 12 bramek.

## Kariera trenerska
W sierpniu 2005 Jacek Matyja założył w Krakowie szkółkę piłkarską UKS Lauda. Wiosną 2007 objął funkcję pierwszego trenera zespołu TKS Skawinka. Od sierpnia do grudnia 2009 trenował Pogoń Miechów. Od sezonu 2010/2011 Jacek Matyja pracuje jako trener juniorów młodszych Wisły Kraków. Prowadzony przez niego zespół zdobył w 2013 roku Mistrzostwo Polski juniorów młodszych.